# Elecciones regionales de Huancavelica de 2014
Las elecciones regionales de Huancavelica de 2014 se llevaron a cabo el 5 de octubre de 2014 para elegir al presidente regional, al vicepresidente regional y al Consejo Regional para el periodo 2015-2018. La elección se celebró simultáneamente con elecciones regionales y municipales (provinciales y distritales) en todo el Perú.
Como resultado de esta elección, Glodoaldo Álvarez Oré, candidato del Movimiento Independiente Regional AYLLU, obtuvo el 30.16% de votos válidos y resultó electo como presidente regional de Huancavelica.

## Sistema electoral
El Gobierno Regional de Huancavelica es el órgano administrativo y de gobierno del departamento de Huancavelica. Está compuesto por el presidente regional, el vicepresidente regional y el Consejo Regional.
La votación se realiza en base al sufragio universal, que comprende a todos los ciudadanos nacionales mayores de dieciocho años, empadronados y residentes en el departamento de Huancavelica y en pleno goce de sus derechos políticos.
El presidente y vicepresidente regional son elegidos por sufragio directo. Para que un candidato sea proclamado ganador debe obtener no menos de 30 % de votos válidos. En caso ningún candidato logre ese porcentaje en la primera vuelta electoral, los dos candidatos más votados participan en una segunda vuelta o balotaje.
El Consejo Regional de Huancavelica está compuesto por 9 consejeros elegidos por sufragio directo para un período de cuatro (4) años. Cada provincia del departamento del Huancavelica constituye una circunscripción electoral. La votación es por lista cerrada y bloqueada. Se asigna a la lista ganadora los escaños según el método d'Hondt. La distribución y el número de consejeros regionales es la siguiente:
| Circunscripción                                          | Escaños | Mapa |
| -------------------------------------------------------- | ------- | ---- |
| Huancavelica(+1) y Tayacaja(+1)                          | 2       |      |
| Acobamba, Angaraes, Castrovirreyna, Churcampa y Huaytará | 1       |      |

## Composición del Consejo Regional de Huancavelica
La siguiente tabla muestra la composición del Consejo Regional de Huancavelica antes de las elecciones.
| Partidos | Partidos                                       | Consejeros |
| -------- | ---------------------------------------------- | ---------- |
|          | Movimiento Independiente Trabajando para Todos | 4          |
|          | Movimiento Regional AYNI                       | 3          |

## Partidos y candidatos
A continuación se muestra una lista de los principales partidos y alianzas electorales que participaron en las elecciones:
| Candidatura | Candidatura | Partidos y alianzas                                                     | Candidato | Candidato                 | Ideología                                                          | Resultado previo | Resultado previo | Ref.  |
| Candidatura | Candidatura | Partidos y alianzas                                                     | Candidato | Candidato                 | Ideología                                                          | Votos (%)        | Con.             | Ref.  |
| ----------- | ----------- | ----------------------------------------------------------------------- | --------- | ------------------------- | ------------------------------------------------------------------ | ---------------- | ---------------- | ----- |
|             | MITT        | Lista - Movimiento Independiente Trabajando para Todos (MITT)           |           | Maciste Díaz Abad         | Regionalismo huancavelicano                                        | 30.49%           | 4                | [ 2 ] |
|             | AYNI        | Lista - Movimiento Regional AYNI (AYNI)                                 |           | Leoncio Huayllani Taype   | Regionalismo huancavelicano                                        | 22.26%           | 3                | [ 2 ] |
|             | UxH         | Lista - Movimiento Independiente Regional Unidos por Huancavelica (UxH) |           | Salvador Espinoza Huarocc | Regionalismo huancavelicano                                        | 17.83%           | 0                | [ 2 ] |
|             | MINCAP      | Lista - Movimiento Independiente de Campesinos y Profesionales (MINCAP) |           | Mario López Saldaña       | Regionalismo huancavelicano                                        | 9.16%            | 0                | [ 2 ] |
|             | AP          | Lista - Acción Popular (AP)                                             |           | Miró Ruiz Delgado         | Partido atrapalotodo                                               | 1.73%            | 0                | [ 2 ] |
|             | APP         | Lista - Alianza para el Progreso (APP)                                  |           | Carlos Arana Anyaipoma    | Liberalismo económico Conservadurismo liberal Populismo de derecha | Nuevo            | Nuevo            | [ 2 ] |
|             | AYLLU       | Lista - Movimiento Independiente Regional AYLLU (AYLLU)                 |           | Glodoaldo Álvarez Oré     | Regionalismo huancavelicano                                        | Nuevo            | Nuevo            | [ 2 ] |
|             | FH          | Lista - Fuerza Huancavelica (FH)                                        |           | Julián Zorrilla Monge     | Regionalismo huancavelicano                                        | Nuevo            | Nuevo            | [ 2 ] |
|             | AGUA        | Lista - Acción de Gobernabilidad para la Unidad Andina (AGUA)           |           | Samuel Morán Cárdenas     | Regionalismo huancavelicano                                        | Nuevo            | Nuevo            | [ 2 ] |

## Sondeos de opinión
La siguiente tabla enumera las estimaciones de la intención de voto en orden cronológico inverso, mostrando las más recientes primero y utilizando las fechas en las que se realizó el trabajo de campo de la encuesta. Cuando se desconocen las fechas del trabajo de campo, se proporciona la fecha de publicación.
Leyenda:
     Sondeo realizado en el periodo de prohibición legal de la difusión de sondeos de intención de voto.

### Intención de voto
La siguiente tabla enumera las estimaciones ponderadas (sin incluir votos en blanco y nulos) de la intención de voto.
|                               |            |   |      |      |      |     |     |     |  |  |
| Elecciones regionales de 2014 | 5 oct 2014 | — | 30.2 | 28.5 | 14.5 | 7.3 | 6.8 | 1.7 |  |  |
|                               |            |   |      |      |      |     |     |     |  |  |
| Ipsos Perú/América            | 5 oct 2014 | ? | 30.5 | 26.3 | –    | –   | –   | 4.2 |  |  |
| Ipsos Perú/América            | 5 oct 2014 | ? | 28.8 | 26.2 | –    | –   | –   | 2.6 |  |  |

## Resultados

### Gobierno Regional de Huancavelica
| Candidatos           | Candidatos                | Partidos y coaliciones                                          | Voto popular | Voto popular | Voto popular |  |
| Candidatos           | Candidatos                | Partidos y coaliciones                                          | Votos        | %            |              |  |
| -------------------- | ------------------------- | --------------------------------------------------------------- | ------------ | ------------ | ------------ |  |
|                      | Glodoaldo Álvarez Oré     | Movimiento Independiente Regional AYLLU (AYLLU)                 | 57,663       | 30.16        |              |  |
|                      | Maciste Díaz Abad         | Movimiento Independiente Trabajando para Todos (MITT)           | 54,540       | 28.53        |              |  |
|                      | Leoncio Huayllani Taype   | Movimiento Regional AYNI (AYNI)                                 | 27,805       | 14.55        |              |  |
|                      | Mario López Saldaña       | Movimiento Independiente de Campesinos y Profesionales (MINCAP) | 14,020       | 7.33         |              |  |
|                      | Salvador Espinoza Huarocc | Movimiento Independiente Regional Unidos por Huancavelica (UxH) | 12,914       | 6.76         |              |  |
|                      | Samuel Morán Cárdenas     | Acción de Gobernabilidad para la Unidad Andina (AGUA)           | 10,334       | 5.41         |              |  |
|                      | Julián Zorrilla Monge     | Movimiento Político Fuerza Huancavelica (FH)                    | 7,808        | 4.08         |              |  |
|                      | Miró Ruiz Delgado         | Acción Popular (AP)                                             | 4,009        | 2.10         |              |  |
|                      | Carlos Arana Anyaipoma    | Alianza para el Progreso (APP)                                  | 2,070        | 1.08         |              |  |
|                      |                           |                                                                 |              |              |              |  |
| Total                | Total                     | Total                                                           | 191,163      |              |              |  |
|                      |                           |                                                                 |              |              |              |  |
| Votos válidos        | Votos válidos             | Votos válidos                                                   | 191,163      | 84.84        |              |  |
| Votos en blanco      | Votos en blanco           | Votos en blanco                                                 | 19,984       | 8.87         |              |  |
| Votos nulos          | Votos nulos               | Votos nulos                                                     | 14,162       | 6.29         |              |  |
| Votos emitidos       | Votos emitidos            | Votos emitidos                                                  | 225,309      | 81.93        |              |  |
| Abstenciones         | Abstenciones              | Abstenciones                                                    | 49,683       | 18.07        |              |  |
| Votantes registrados | Votantes registrados      | Votantes registrados                                            | 274,992      |              |              |  |
|                      |                           |                                                                 |              |              |              |  |
| Fuente:              |                           |                                                                 |              |              |              |  |

### Consejo Regional de Huancavelica
|                        |                                                                 |              |              |              |         |         |
| Partidos y coaliciones | Partidos y coaliciones                                          | Voto popular | Voto popular | Voto popular | Escaños | Escaños |
| Partidos y coaliciones | Partidos y coaliciones                                          | Votos        | %            | ±pp          | Total   | +/−     |
|                        | Movimiento Independiente Trabajando para Todos (MITT)           | 50,170       | 27.35        | –1.45        | 4       | ±0      |
|                        | Movimiento Independiente Regional AYLLU (AYLLU)                 | 47,737       | 26.03        | Nuevo        | 4       | +4      |
|                        | Movimiento Regional AYNI (AYNI)                                 | 26,979       | 14.71        | –11.50       | 1       | –2      |
|                        | Movimiento Independiente Regional Unidos por Huancavelica (UxH) | 17,332       | 9.45         | –6.74        | 0       | ±0      |
|                        | Movimiento Independiente de Campesinos y Profesionales (MINCAP) | 15,474       | 8.44         | –1.36        | 0       | ±0      |
|                        | Acción de Gobernabilidad para la Unidad Andina (AGUA)           | 10,588       | 5.77         | Nuevo        | 0       | ±0      |
|                        | Movimiento Político Fuerza Huancavelica (FH)                    | 8,377        | 4.57         | Nuevo        | 0       | ±0      |
|                        | Acción Popular (AP)                                             | 4,183        | 2.28         | +0.02        | 0       | ±0      |
|                        | Alianza para el Progreso (APP)                                  | 2,572        | 1.40         | Nuevo        | 0       | ±0      |
|                        |                                                                 |              |              |              |         |         |
| Total                  | Total                                                           | 183,412      |              |              | 9       | +2      |
|                        |                                                                 |              |              |              |         |         |
| Votos válidos          | Votos válidos                                                   | 183,412      | 81.40        | +5.81        |         |         |
| Votos en blanco        | Votos en blanco                                                 | 26,869       | 11.93        | –5.91        |         |         |
| Votos nulos            | Votos nulos                                                     | 15,028       | 6.67         | +0.10        |         |         |
| Votos emitidos         | Votos emitidos                                                  | 225,309      | 81.93        | –4.16        |         |         |
| Abstenciones           | Abstenciones                                                    | 49,683       | 18.07        | +4.16        |         |         |
| Votantes registrados   | Votantes registrados                                            | 274,992      |              |              |         |         |
|                        |                                                                 |              |              |              |         |         |
| Fuente:                |                                                                 |              |              |              |         |         |

#### Resultados por provincia
| Provincia      | MITT     | MITT | AYLLU | AYLLU | AYNI | AYNI | UxH  | UxH | MINCAP | MINCAP | AGUA | AGUA | FH  | FH  | AP   | AP  | APP | APP |   |
| Provincia      | %        | E    | %     | E     | %    | E    | %    | E   | %      | E      | %    | E    | %   | E   | %    | E   | %   | E   |   |
| -------------- | -------- | ---- | ----- | ----- | ---- | ---- | ---- | --- | ------ | ------ | ---- | ---- | --- | --- | ---- | --- | --- | --- | - |
| Provincia      | Acobamba | 32.8 | –     | 38.0  | 1    | 12.8 | –    | 0.3 | –      | 14.5   | –    | 0.5  | –   | 0.8 | –    | 0.1 | –   | 0.1 | – |
| Angaraes       | 24.6     | 1    | 21.3  | –     | 4.7  | –    | 24.1 | –   | 5.9    | –      | 8.9  | –    | 9.5 | –   | 0.6  | –   | 0.5 | –   |   |
| Castrovirreyna | 19.9     | –    | 20.4  | 1     | 16.7 | –    | 13.1 | –   | 17.8   | –      | 2.7  | –    | 5.6 | –   | 2.5  | –   | 1.4 | –   |   |
| Churcampa      | 32.4     | 1    | 20.8  | –     | 14.5 | –    | 19.6 | –   | 7.5    | –      | 4.2  | –    | 0.4 | –   |      |     | 0.6 | –   |   |
| Huancavelica   | 24.9     | 1    | 30.6  | 1     | 12.0 | –    | 7.9  | –   | 8.2    | –      | 10.3 | –    | 2.3 | –   | 1.2  | –   | 2.5 | –   |   |
| Huaytará       | 20.5     | –    | 25.6  | 1     | 14.6 | –    | 5.1  | –   | 4.4    | –      |      |      | 9.4 | –   | 17.9 | –   | 2.5 | –   |   |
| Tayacaja       | 31.6     | 1    | 20.1  | –     | 23.6 | 1    | 5.3  | –   | 6.1    | –      | 4.1  | –    | 7.0 | –   | 1.3  | –   | 1.0 | –   |   |
| Total          | 27.4     | 4    | 26.0  | 4     | 14.7 | 1    | 9.4  | –   | 8.4    | –      | 5.8  | –    | 4.6 | –   | 2.3  | –   | 1.4 | –   |   |

### Autoridades electas
| Cargo                                                   | Autoridad electa | Autoridad electa           | Partido político | Partido político                               |
| ------------------------------------------------------- | ---------------- | -------------------------- | ---------------- | ---------------------------------------------- |
| Presidente Regional de Huancavelica                     |                  | Glodoaldo Álvarez Oré      |                  | Movimiento Independiente Regional AYLLU        |
| Vicepresidente Regional de Huancavelica                 |                  | Pavel Lacho Gutiérrez      |                  | Movimiento Independiente Regional AYLLU        |
| Consejera Regional de Huancavelica (por Acobamba)       |                  | Lucha Anyosa Escobar       |                  | Movimiento Independiente Regional AYLLU        |
| Consejero Regional de Huancavelica (por Angaraes)       |                  | Alberto Dávila Peralta     |                  | Movimiento Independiente Trabajando para Todos |
| Consejera Regional de Huancavelica (por Castrovirreyna) |                  | Luz Matamoros García       |                  | Movimiento Independiente Regional AYLLU        |
| Consejero Regional de Huancavelica (por Churcampa)      |                  | Robert Rojas Meza          |                  | Movimiento Independiente Trabajando para Todos |
| Consejero Regional de Huancavelica (por Huancavelica)   |                  | Diógenes Anccasi Martínez  |                  | Movimiento Independiente Regional AYLLU        |
| Consejera Regional de Huancavelica (por Huancavelica)   |                  | Rut Mayhua Vargas          |                  | Movimiento Independiente Trabajando para Todos |
| Consejera Regional de Huancavelica (por Huaytará)       |                  | Diani Bellido Mantari      |                  | Movimiento Independiente Regional AYLLU        |
| Consejero Regional de Huancavelica (por Tayacaja)       |                  | Claudio Torres Torres      |                  | Movimiento Independiente Trabajando para Todos |
| Consejero Regional de Huancavelica (por Tayacaja)       |                  | Rodrigo Suaznabar Palomino |                  | Movimiento Regional AYNI                       |